# تیم دوچرخه‌سواری بحرین–مریدا
تیم دوچرخه‌سواری بحرین–مریدا یکی از تیم‌های جهانی دوچرخه‌سواری است که در بحرین قرار دارد. این تیم در سال ۲۰۱۷ بنیان‌گذاری شده‌است. حامیان مالی آن، دولت بحرین و دوچرخه‌ساز تایوانی مریدا هستند.

## تاریخچه
ایدهٔ تشکیل تیم دوچرخه‌سواری بحرین در اوت ۲۰۱۶ توسط ناصر بن حمد آل خلیفه ارائه شد. دولت بحرین به حمایت مالی از تیم پرداخت تا تبلیغی برای کشورش در جهان باشد.